# Гръцки квартал (Варна)
Гръцката махала (или Гръцки квартал) е най-старата част на съвременна Варна. Преди Освобождението там живеят предимно гърци. В квартала са се намирали и първите дипломатически представителства не само в града, но и в цяла България. Кварталът граничи с ЖП гарата, Морската градина, Фестивалния комплекс и бул. „Княз Борис I“.
В квартала са намерени останките на множество римски и гръцки сгради от древността, най-известните от които са термите. Те са най-голямата антична постройка, открита до днес в България.
В началото на 20 век в квартала са издигнати нови сгради с европейски вид, а за техни основи са използвани останките на древните сгради. В гръцката махала се намират сградите на Българския морски флот, Адмиралтейството на Военноморския флот на Българската армия, Музеят на медицината, клонът на БНБ, църквата „Св. Богородица“, известна със своята Чудотворна икона, Областна дирекция на полицията – Варна, арменската църква, Музея за история на Варна, църквата Свети Атанасий, намират се множество морски и др. фирми. Намира се също и една от най-старите постройки в квартала – магазията за житни и др. култури.
Днес кварталът е сред най-скъпите във Варна и в България.